# António Rosário
António do Rosário Machado de Lemos, noto semplicemente come António Rosário (1972), è un ex calciatore angolano, di ruolo attaccante.

## Carriera
Ha collezionato 3 presenze e una rete con la maglia della Nazionale.